# Бёнинген, Кунрад ван
Кунрад ван Бёнинген (нидерл. Coenraad van Beuningen; 1622 — 26 октября 1693, Амстердам) — один из наиболее опытных дипломатов Голландской республики, бургомистр Амстердама в 1669, 1672, 1680, 1681, 1683 и 1684 годах, и с 1681 года — директор Голландской Ост-Индской компании. Предположительно страдал биполярным аффективным расстройством, которое получил после потери своего состояния в 1688 году.

## Биография

### Ранние годы
Кунрад был крещён дома, потому что его отец Дирк ван Бёнинген и мать Катарина Бург были ремонстрантами и не хотели создавать шумиху. Он был внуком Гёрта ван Бёнингена, а также Альберта Бурга, оба были мэрами Амстердама и активно участвовали в Голландской Ост-Индской компании. Кунрад вырос в многоконфессиональном и полиэтническом районе, по соседству с Питером Ластманом. Он обучался в латинской школе Гергарда Иоганна Фосса и Каспара Барлеуса до начала учебы в Лейденском университете в 1639 году. В 1642 году шведский посланник в Париже Гуго Гроций сделал Кунрада своим секретарем, а в 1643 году Кунрад стал городским клерком в Амстердаме, хотя он не чувствовал себя склонным к этой деятельности.

### Швеция
Около 1650 года ван Бёнинген увлёкся идеями Спинозы и коллегиантов в Рейнсбурге. Он жил как можно проще, без работы, где-то в этой местности. В 1652 году он был отправлен с поручением в Швецию к королеве Кристине, которую учил греческому его школьный товарищ Исаак Восс. В 1654 году он отправился в Штаде, чтобы договориться о прекращении спора о прохождении Эресунна. Север Германии был захвачен шведами. Датчане пытались контролировать Эльбу, торговлю в Гамбурге и заняли Бремен. Ван Бёнинген заявил, что ключи от Эресунна находятся в корабельном доке Амстердама. Три года спустя, будучи посланником в Копенгагене, он почти попал в руки шведского короля Карла X Густава, но ему удалось уйти на маленькой лодке.

### Посол
В 1660 году он был отправлен с миссией во Францию и Англию. Людовик XIV предложил ему должность во Франции, но он отказался. Ван Бёнинген предостерегал о империалистической и меркантилистской политике Франции и хотел перебраться в Константинополь. Его впечатлил Ян Сваммердам, который путешествовал по Франции с целью образования, и оставался его убеждённым сторонником всю оставшуюся жизнь. В том же 1664 году за договором с Францией последовали Вторая англо-голландская война и Тройственный альянс. В 1669 году он купил участок на глухой улочке в Гааге, где построил дом (Блейенбург) и украсил его картинами и турецкими коврами. Ван Бёнинген согласился с запретом на торговлю французским шёлком и на противодействие импорту французского бренди и соли. В том же году он стал мэром Амстердама. В 1672 году он был назначен преемником Яна де Витта, не являясь при этом убеждённым республиканцем. В период потери благосклонности штатгальтера Вильгельма III на его жизнь было совершено покушение; говорят, что он был шокирован и сжёг часть своей мебели. В одном из своих писем он писал о фантастическом расширении торговли и колоний в Индии и Америке. Он также заметил, что в Голландской республике за 150 лет было больше солдат, чем во всех других христианских странах вместе взятых.

### Поздние годы
Ван Бёнинген стал больше интересоваться литературой, философией, теологией, историей и естественными науками. Он подробно писал о последствиях тропических ветров и течений, обсуждая их с Исааком Воссом. Он был в дружеских отношениях с Яном Сиксом и Анной Марией ван Схурман. Ван Бёнинген интересовался идеями Декарта и сочетал это с интересом к мистике, астрологии, хилиастическому толкованию сновидений и сверхъестественным явлениям. Он сочувствовал Жану Лабади и квакерам.
В 1672 году (Год бедствий) местный театр, называемый Схаубургом Ван Кампена, был закрыт во время войны с французами, англичанами и двумя немецкими епископатами Мюнстера и Кёльна. В 1677 году он вновь открылся после решительной кампании под руководством ван Бёнингена и Иоганна Худде, при условии, что ничего не будет устраиваться, что может считаться вредным как для общественной морали, так и для церкви. В 1682 году он финансировал публикацию работ мистика Якоба Бёме. В 1686 году ван Бёнинген женился на своей соседке, богатой и непристойной Якобе Виктории Бартолотти, много лет младше себя.
Ван Бёнинген требовал от Голландской Ост-Индской компании экономии, предлагая меры по внедрению более эффективного управления и требованию большего контроля и более строгому соблюдению правил компании в Азии. Время было мирным, поэтому конвои и содержание фортов компании было уже менее необходимы. Внося эти предложения, он отказался от них, но заявил, что успех компании был работой её способных администраторов в первые двадцать лет.
Ван Бёнинген потерял полмиллиона гульденов в 1688 году из-за спекуляции акциями Голландской Ост-Индской компании. Финансирование вооруженного вторжения Уильяма III в Англию вызвало финансовый кризис в Голландской республике. После того, как ван Бёнинген окончательного сошёл с ума, город Амстердам был назначен его официальным опекуном. Его быстро поместили под охраняемую опеку своих коллег, одним из которых был Иоганн Худде. Его дом в Гааге был конфискован в 1690 году Голландской Ост-Индской компанией.
В последние годы жизни Ван Бёнинген писал церковным властям письма о грядущем апокалипсисе, рисуя еврейские или каббалистические знаки в своем доме на Амстеле. Он был заперт неподалеку и умер 26 октября 1693 года в нищете, оставив «плащ и два халата», кровать, несколько стульев, письменный стол, зеркало овальной формы, четыре старых табурета и «мужской портрет» Рембрандта, стоивший тогда семь гульденов.

## Внешние ссылки
- Amsterdam Municipal-archives - secret writing
- (нид.) Diplomaat en belegger Coenraad van Beuningen (1622-1693) Архивная копия от 21 сентября 2015 на Wayback Machine; HN no. 3/2009; By Luc Panhuysen]